# Imperialismo chinês

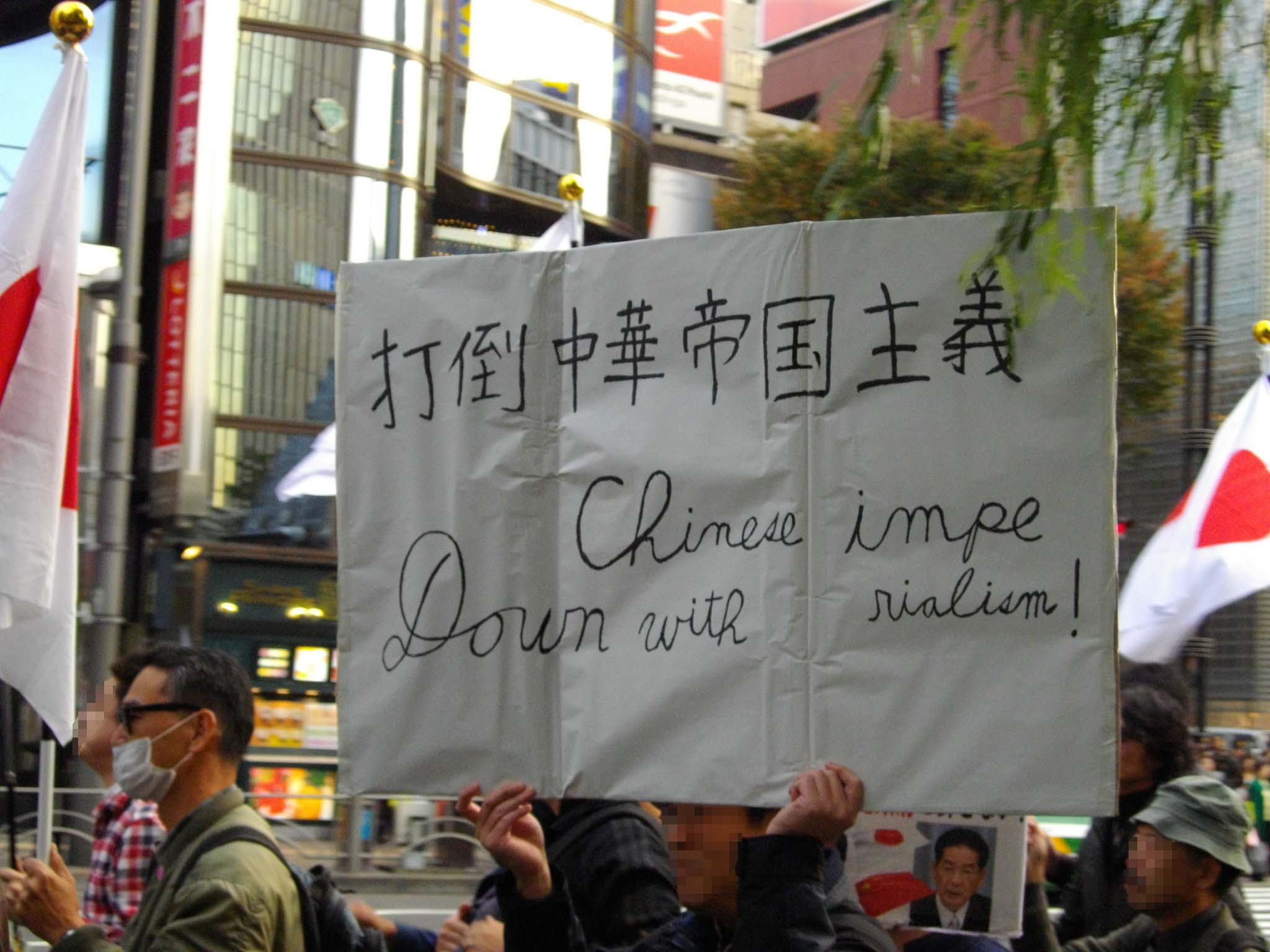
Em outubro de 2010, um mês após o incidente da colisão do barco Senkaku em 2010, manifestantes no Japão exibiram o slogan "Abaixo o imperialismo chinês".

Imperialismo chinês refere-se à expansão da influência política, econômica e cultural da China para além das fronteiras da República Popular da China. Dependendo dos comentaristas, esse termo pode se referir a um ou mais dos seguintes: expansionismo chinês, diplomacia do lobo guerreiro, missões de espionagem internacional da China ou genocídio uigur. Embora não tenha havido um regime imperial na China desde a Revolução de Xinhai e o país autodenomine-se uma República Popular,  alguns identificam a China como um país imperialista. Entre estes, há partidos socialistas no Pacífico, como o Novo Exército do Povo, alguns partidos maoístas e a Nova Esquerda (especialmente alguns da Nova Esquerda Chinesa). As relações da China com a África também foram caracterizadas como neocolonialismo.

## História
Desde a reforma econômica chinesa de 1978, a China tornou-se uma nova grande potência econômica, militar e política. À medida que a China se transformava, havia expectativas de que o governo chinês abandonasse suas ideias expansionistas. No entanto, desde a ascensão ao poder do secretário-geral do Partido Comunista Chinês, Xi Jinping, e como resultado da posição expansionista chinesa em conflitos territoriais, acredita-se que a China continua a aderir a reivindicações irredentistas.

### Iniciativa Cinturão e Rota
Jeffrey Reeves argumenta que, desde 2012, o secretário-geral do PCC, Xi Jinping, demonstrou "uma política imperialista concertada" em relação aos estados vizinhos em desenvolvimento ao sul e oeste, especialmente em relação à Mongólia, ao Cazaquistão, ao Tadjiquistão, ao Quirguistão, ao Afeganistão, ao Paquistão, ao Nepal, ao Mianmar, ao Camboja, a Laos, e ao Vietnã . Isso está associado a críticas à diplomacia da armadilha da dívida.
Com o rápido desenvolvimento econômico da China e seu crescente investimento na África, surgiu um novo debate acerca  do investimento chinês na África e o imperialismo. Horace Campbell chamou esse debate de "superficial" e considera o envolvimento da China ainda distinto do imperialismo ocidental. O Fórum de Cooperação China-África (FOCAC) coordena grande parte do investimento. De acordo com Evan Hsiang na Harvard International Review, o investimento da China em países como a Zâmbia, que teve uma crise de dívida em 2020 e teve o "maior número de credores chineses de todos os estados africanos", foi visto com como imperialismo econômico, mas pode ser resultado de má gestão e falta de regulamentação, em vez de armadilhas de dívida planejadas. No entanto, Hsiang também cita "o domínio estrutural da China" na indústria de mineração da Zâmbia e que muitos dos projetos negligenciam as condições de trabalho devido ao "poder incontestável da China", além de que os projetos seguem devido à pressão da burocracia chinesa sobre os governos africanos. Ele recomenda que um maior escrutínio do FOCAC limitaria as interações exploratórias.
Fontes oficiais da China apontam que os países não foram obrigados a contrair as dívidas e que os empréstimos vieram sem restrições em seus acordos; no entanto, observadores externos notaram que muitos dos países devedores entraram em dificuldades fiscais, como o Sri Lanka, que declarou moratória. O porto internacional de Hambantota, no Sri Lanka, foi arrendado para a China por 99 anos a partir de 2017. O fato da China assinar um arrendamento de 99 anos em um porto estrangeiro é visto como uma erosão atual da soberania do Sri Lanka,  simbolicamente semelhante ao colonialismo do século 19, uma vez que esse foi o tempo pelo qual a Grã-Bretanha arrendou a Hong Kong colonial da China em 1898. A China também arrendou o porto de Gwadar no Paquistão por 43 anos, o que foi seguido por protestos significativos contra os chineses no local. O Corredor Econômico China-Paquistão (CPEC) tem sido visto como um esforço geoestratégico para aumentar a influência da RPC. Grupos militantes insurgentes Baloch no Paquistão também rotularam o CPEC como um esforço imperialista da China. De acordo com o The Economic Times, os interesses do estado chinês no Sri Lanka, Paquistão e Bangladesh formam uma estratégia coesa para cercar a Índia. Essa estratégia geral é chamada por comentaristas americanos e indianos de colar de pérolas, que é uma combinação de interesses econômicos e navais da China em torno da Índia.
No entanto, outros pesquisadores contestam essa visão. Um relatório de outubro de 2019 do Lowy Institute disse que a China não se envolveu em ações deliberadas no Pacífico que justificassem acusações de diplomacia da armadilha da dívida e que a China não foi o principal impulsionador por trás do aumento dos riscos da dívida no Pacífico; o relatório expressou preocupação com a escala dos empréstimos chineses, no entanto, considerava que fraqueza institucional dos estados do Pacífico era o fator que representava risco de sobrecarregamento de dívidas aos pequenas estados.
De acordo com The Diplomat, os investimentos da Iniciativa Cinturão e Rota ("Belt and Road Initiative") estimulam o separatismo e as tensões étnicas nos países anfitriões, pois o governo da RPC e as empresas apoiadas pelo Estado chinês “preferem tratar exclusivamente com aqueles que ocupam cargos de poder. A análise do Cinturão e Rota deve ir além da 'armadilha da dívida', da geopolítica ou de transbordamentos econômicos, e também examinar as fissuras sociais que emergem dos influxos maciços de capital chinês nos países anfitriões."

### Campos de internamento de Xinjiang
Os campos de internamento de Xinjiang foram estabelecidos no final de 2010 sob a administração de Xi Jinping. A Human Rights Watch afirma que eles têm sido usados para doutrinar uigures e outros muçulmanos desde 2017 como parte de uma "guerra popular contra o terrorismo", uma política anunciada em 2014. Os campos foram criticados pelos governos de muitos países e organizações de direitos humanos por supostos abusos dos direitos humanos, incluindo maus-tratos, estupro e tortura, com alguns deles alegando genocídio.

### Disputas no Mar do Sul da China
As disputas no Mar da China Meridional envolvem reivindicações insulares e marítimas da China e as reivindicações de vários estados soberanos vizinhos na região, como Brunei, República da China (ROC/Taiwan), Indonésia, Malásia, Filipinas e Vietnã. As disputas são sobre ilhas, recifes, bancos de areia e outros elementos no Mar da China Meridional, incluindo as Ilhas Spratly, Ilhas Paracel, limites no Golfo de Tonkin e as águas próximas às Ilhas Natuna indonésias. O principal ponto de crítica é que a RPC está construindo ilhas artificiais para estender suas reivindicações às águas territoriais de outras nações e para militarizá-las. A RPC usou pequenas provocações para aumentar sua posição estratégica.

### Política para o Tibete
A Tibetan Review avaliou a política do governo da China para o Tibete como colonial com base em vários critérios, incluindo "penetração forçada do grupo colonizador", "destruição social", "controle político externo", "dependência econômica de grupos internos", "sub-padrão social serviços" e "estratificação social".

## Mídia chinesa e imperialismo cultural

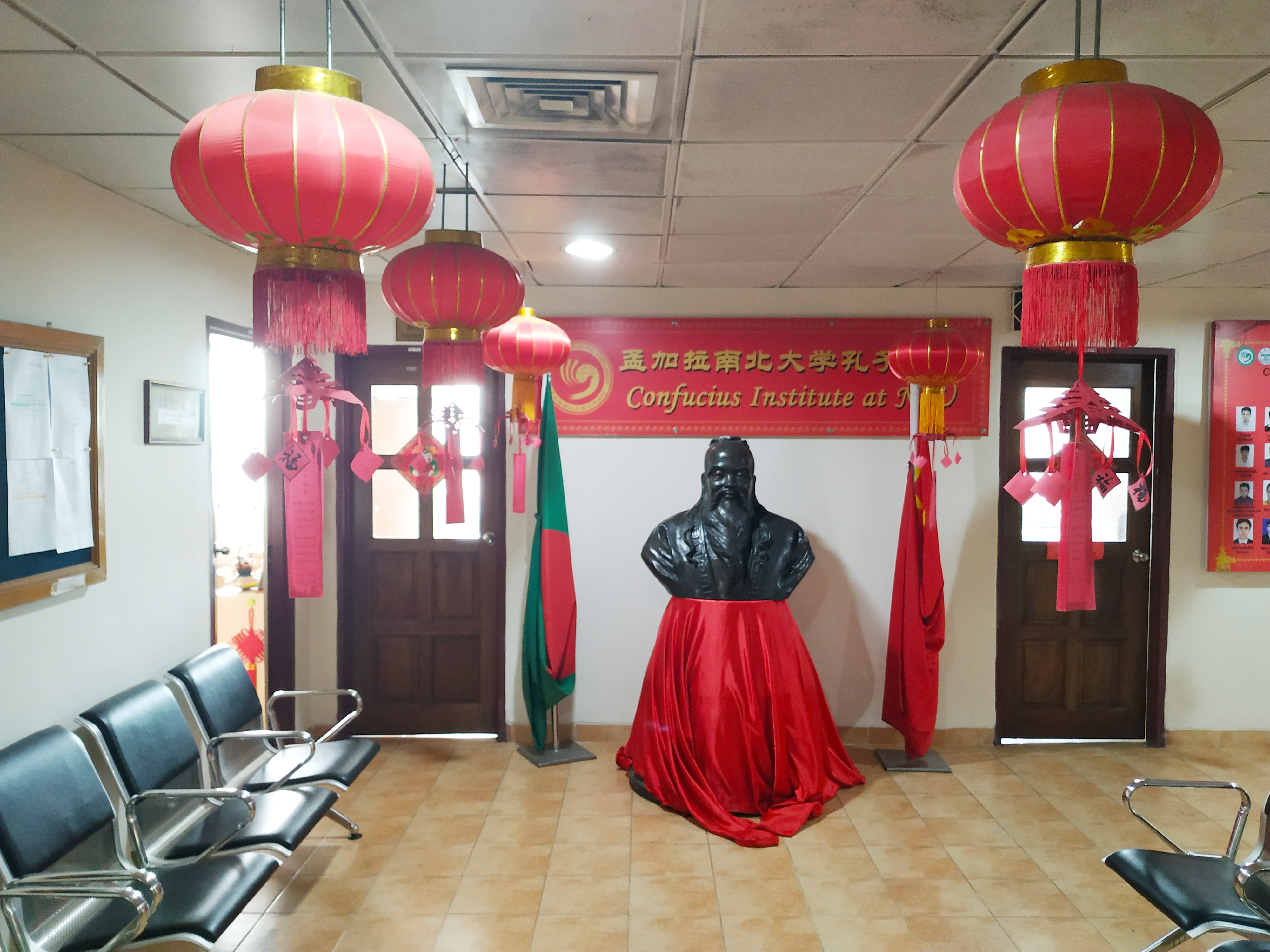
Instituto Confúcio e estátua de Confúcio na North South University, Bangladesh

Os Institutos Confúcio foram criticados por promover uma narrativa política e vigiar chineses no exterior, em vez de apenas promover a cultura chinesa.
De acordo com o The Diplomat, comentaristas coreanos disseram que há uma dimensão de imperialismo cultural da China, incluindo a censura da China ao conteúdo coreano, e a alegação de que algumas figuras históricas coreanas sejam chinesas.
Um artigo na Time comparou a cultura americana do final do século 19 de promover a masculinidade e a colonização estrangeira com a atual promoção da masculinidade na China, e afirmou que a China não é diferente de outros impérios nesse aspecto.

## Imperialismo politico
A Freedom House informou que a China apoia ditaduras autoritárias na censura na Internet e na vigilância cibernética, espalhando o modelo político da RPC, tendo "fornecido hardware de telecomunicações, tecnologia avançada de reconhecimento facial e ferramentas de análise de dados para vários governos com histórico de violações de direitos humanos, o que poderia beneficiar os serviços de inteligência chineses, bem como as autoridades locais repressivas".

## Visões sobre o imperialismo chinês
Há debates disputados entre intelectuais de esquerda na China e em todo o mundo sobre a possível conversão da China em um país imperialista. Li Minqi, membro da Nova Esquerda Chinesa, acredita que a China está se tornando cada vez mais importante no sistema capitalista global, mas ainda é um país “semiperiférico”. Wang Hui também critica as mudanças na China, argumentando em seu artigo na New Left Review que a China se tornou um dos "parceiros estratégicos" do imperialismo, e que qualquer análise que tente apontar as questões sociais seria acusada de querer "voltar aos dias da Revolução Cultural". O Partido Comunista das Filipinas, um partido maoísta, vê o PCCh como um partido imperialista que ataca pescadores filipinos e o povo filipino, agindo em conluio com Duterte. O Novo Exército do Povo, braço armado do Partido Comunista filipino, recebeu ordens para atacar empresas chinesas no país, devido às disputas territoriais no Mar do Sul da China e à insatisfação com os investimentos chineses.

Edward Wong, ex-chefe do escritório de Pequim do The New York Times, acredita que tanto a China quanto os Estados Unidos são impérios, e os EUA como império são conhecidos por seu soft power, enquanto a China é conhecida por seu hard power.
Os excepcionalistas e nacionalistas chineses argumentam que, embora a China seja única em termos de cultura e tradições, "é como o Império Romano, mas como se o Império Romano tivesse continuado até hoje!" e que a China nunca foi uma força imperialista global em seus milhares de anos de história.

## Bases militares da China no exterior

Mapa das bases militares chinesas no exterior, de acordo com um relatório publicado no The Economist :

A China possui várias instalações suspeitas de serem bases militares fora de suas fronteiras, das quais apenas uma, em Djibuti, foi oficialmente confirmada pela China. A China afirma que os Estados Unidos são "imperialistas" por manter bases militares, mas que sua própria ajuda externa é um processo normal.